# الإيلاء
الإيلاء لغة: مصدر للفعل آلى يولي، أي: حلف. وفي فقه المعاملات هو: حلف زوج بالله تعالى أو صفة من صفاته، على ترك وطء زوجته أبداً، أو أكثر من أربعة أشهر.

## حكم الإيلاء
الإيلاء محرم شرعا؛ لأنه يمين على ترك مشروع، وهو الجماع، قال تعالى:﴿يأيها النبي لم تحرم ما أحل الله لك تبتغي مرضات أزواجك﴾ سورة التحريم آية:1.

## ما يترتب على الإيلاء
من حلف ألا يجامع زوجته أكثر من أربعة أشهر، أو قال: حتى تقوم الساعة، أو حتى ينزل عيسى بن مريم، أو نحو ذلك، فيعطى مهلة أربعة أشهر فقط، فإن جامع وإلا فمن حق الزوجة أن تطلب الطلاق أو الفسخ عند القاضي؛ وذلك لقوله تعالى:{للذين يؤلون من نسآءهم تربص أربعة أشهر فإن فآءو فإن الله غفور رحيم(226) وإن عزموا الطلاق فإن الله سميع عليم} سورة البقرة آيتا (226 - 227)، ومعنى {فآءو}: رجعوا.

## كفارته
يجب على الزوج المولي كفارة يمين إذا فاء، أي: رجع عن ما حلف على ترك وطء زوجته، سواء كان فيؤه قبل الأربعة أشهر أم بعدها؛ لأن إيلاءه يمين، والله تعالى يقول:{ قد فرض الله لكم تحلة أيمانكم} سورة التحريم أية 2. أي: تحليلها وذلك بالكفارة.